# Jason Becker
Jason Becker (* 22. července 1969) je americký kytarový virtuos, který se již jako sedmnáctiletý proslavil v druhé polovině osmdesátých let společně s Marty Friedmanem v neo classical metalové skupině Cacophony. V roce 1987 Cacophony vydala desku Speed metal symphony. V roce 1988 Marty Friedman vydal své první sólové album Dragon's Kiss. I on sám vydal své sólové album Perpetual burn. V roce 1989 Cacophony vydala Go Off!, v roce 1990 onemocněl amyotrofickou laterální sklerózou a Cacophony oficiálně ukončila svoji činnost.

## Biografie
Kytaru vzal do ruky poprvé ve svých pěti letech a stále se učil, což se později samozřejmě projevilo na jeho virtuosních schopnostech. V Atlantě vystudoval hudební školu. Po vydání druhého alba skupiny Cacophony se stále více věnoval své sólové tvorbě. Přidal se ke skupině Davida Lee Rotha.

## Nemoc
Během koncertů na přelomu 80. a 90. let oznámil, že ztrácí cit v nohách. Po čase mu byla diagnostikována amyotrofická laterální skleróza. V USA je tato nemoc známá jako Lou Gehrigova choroba, podle ligového hráče baseballu, který touto nemocí také trpěl. Od kytary přešel ke klávesovým nástrojům, ovšem kvůli své chorobě postupně ochrnul na celé tělo. Jeho otec vyvinul způsob, kterým s Jasonem komunikuje pouze očima. Ale díky moderní počítačové technice stále skládá hudbu. Složil hudbu k baletu Diablo, kde v dlouhých, instrumenty vážné hudby prolínaných sekvencích zní "jeho" kytara.
Někteří odborníci dokonce tvrdí, že kdyby jej nepotkal jeho osud, zastínil by všechny kytarové velikány jako například Eddie Van Halen, Yngwie Malmsteen či Randy Rhoads.

## Diskografie

### Cacophony
- Speed Metal Symphony (1987)
- Go Off! (1989)

### Sólová alba
- Perpetual Burn (1988)
- Perspective (1996)
- The Raspberry Jams (1999)
- The Blackberry Jams (2002)

### Autorská alba
- Collection (2008)
- Triumphant Hearts (2018)